# Bernardo Gómez Sánchez
Bernardo Gómez Sánchez († 1918) fou un músic i farmacèutic procedent d'una petita ciutat anomenada Campo de Criptana situada la província de Ciudad Real a Castella-La Manxa.
Comencem a tenir un registre sobre la vida de Bernardo el 1889, quan el trobem citat a la llista d'electors com "Llicenciat en farmàcia". Dos anys més tard (1891) el diari de la província de Ciutat Real s'havia format la Junta de Sanitat de l'Ajuntament de Camp de Criptana, de la qual formaria part Bernardo Gómez.
De la seva faceta com a músic, sabem que el 1898 va escriure una masurca per a piano titulada Ayes del Alma, la qual va enviar al Butlletí Musical i d'arts plàstiques núm. 119 el 10 de setembre.
Va tenir molt d'èxit en el concurs musical de Ciudad Real al qual va aconseguir el primer premi.
Gràcies a Azorín, el qual era un bon amic del nostre músic, conservem diverses descripcions físiques en alguns dels seus escrits, així com moltes descripcions de la seva música i del seu talent. També sabem que Bernardo Gómez fou director de la banda de música de Criptana, la qual va assolir molts d'èxits sota la seva direcció.

## Obres
- Limiñana, probablement el pasdoble més famós del seu repertori en la seva representació típica el dia de la fira del Camp de Criptana i a les festes de tradició taurina.[5]
- Himne a Cervantes. Va ser publicat al periòdic La correspondencia de España el 5 de maig de 1905, amb lletra de don Carlos Servet i portada de Teodoro Gascón, amb la posterior estrena 10 anys més tard al teatre de la mateixa ciutat. Uns mesos abans havia anat d'excursió amb un grup de criptanenses i Azorín. Li insistí a l'escriptor que escoltés la seva obra "per què fos cantada al Centenari de Cervantes".[6][7][8]
- Azar de San Juan.
- Ayes del Alma, masurca del 1898.